# Gazda Újság
Gazda Újság Kolozsvárt 1936. május 30-tól 1940. augusztus 11-ig eleinte havonta háromszor, 1938-tól fogva kétszer megjelenő folyóirat.
Noha mező- és kertgazdasági, valamint népművelő jellegű szakközlönyként indult, irányvonalát már ekkor az Országos Magyar Párttal (OMP) szemben álló kritika jellemezte. A II. évfolyamtól kezdve alcímében is „kisgazdák érdekeiért küzdő, minden párttól független politikai lap”-pá, majd „a romániai magyar földművesek országos lapjá”-vá alakult, amely a Romániai Magyar Kisgazdapárt és egyes vonatkozásokban a Magyar Dolgozók Szövetsége (MADOSZ) célkitűzéseit támogatta.
Felelős szerkesztője, Székely Béla, valamint főmunkatársai — Bárdos Péter, László János, Pálfy Miklós — síkraszálltak a falusi rétegek demokratikus gazdasági és társadalmi szervezeteinek megteremtéséért, publicisztikai és ismeretterjesztő rovataikban napirenden tartva a román–magyar együttélés kérdését. E nemzetközileg fontos folyamat kilátásait elemezték a Magyarországi Földműves Párt vezetőségi tagjainak (Dénes István, Nagy László, Nagy Mihály) a Gazda Újság számára írt vezércikkei is.
Az irodalmat a lap hasábjain Kálnoky Jenő folytatásos regénye (A várkastély titka) és Jászai Horváth Elemér verse képviselte; irodalmi vonatkozásúak az Erdélyi Helikont és íróit elfogultan elmarasztaló bírálatok. A Gazda Újság hol Makkai Sándort támadta (1936/6 és 1937/10), hol Tamási Áront (1936/16), kifogásolta a helikonisták magyarországi körútját (1937/26) és az Erdélyi Helikon „méltánytalan viselkedését” Gyallay-Pap Sándorral szemben (1938/10, 11). Annál melegebben méltatta a lap a Vásárhelyi Találkozót (1937/21, 23).